# Incala bourgoini
Incala bourgoini är en skalbaggsart som beskrevs av Franz Antoine 1986. Incala bourgoini ingår i släktet Incala och familjen Cetoniidae. Inga underarter finns listade i Catalogue of Life.